# Daniel Bäckström
Daniel Bäckström (nascido em 1975) é um político sueco. Desde 29 de setembro de  2014 Daniel serve como membro do Riksdag, representando o círculo eleitoral do condado de Värmland.